# Wilhelm Steinitz
Wilhelm (később William) Steinitz (Prága, 1836. május 17. – New York, 1900. augusztus 12.) osztrák–amerikai sakkozó, az első hivatalos sakkvilágbajnok. A pozíciós játék megteremtőjének, Paul Morphyval együtt a modern sakkjáték megalapozójának tartják.
1987-ben, (az 1988-ban 11. tagként beválasztott Élő Árpád előtt) tizedikként választották be a US Chess Hall of Fame, és az elsők között, 2001-ben a World Chess Hall of Fame tagjai közé.

## Életrajza és sakkpályafutása
Prága zsidó gettójában született. A tizenhárom testvér közül ő volt a kilencedik, mégis legkisebb gyermekként tartják számon, mivel az utána születettek korán meghaltak. Apja vasárus volt. Wilhelm 12 évesen tanult meg sakkozni. Komolyan huszonéves korában kezdett el játszani, miután Bécsbe ment matematikát tanulni. Első sakktornáját 1861-ben nyerte Bécsben és ezután Ausztria képviseletében a következő évben elküldték a londoni sakktornára. Itt csak hatodik lett, de a verseny győztesét, Adolf Anderssent lenyűgözte Steinitz játéka.
Ebben az időszakban több párosmérkőzést játszik, melyek közül kiemelkedik Adolf Anderssen elleni 1866-os győzelme, mely után a világ legjobb sakkozójának nevezik. Ezt követően elindult a kor legnagyobb versenyein, amelyeken az élmezőnyben végzett. Több párosmérkőzést játszott az akkor legerősebbnek tartott játékosokkal (Bird, Blackburne, Fraser, Zukertort, Winawer), amely mérkőzések egyikén sem szenvedett vereséget.
Eleinte a játékstílusa megegyezett a kortársaiéval, azaz agresszív volt, sok áldozattal. 1873-ban kilenc évre visszavonul a gyakorlati játéktól — ez a kilenc év azonban mégis életpályájának legfontosabb szakasza, és a sakkozás fejlődésében is forradalmi jelentőségű. Ebben az időszakban vezette a The Field című angol lap sakkrovatát és az itt közölt mélyenszántó játszmaelemzéseiben kezdte kifejteni új nézeteit és elveit, melyek később a modern sakkjáték alapelveivé váltak. Új pozíciós stílust vezetett be: a győzelemhez nem kell feltétlenül mindent elsöprő támadást indítani a király ellen. Az általa megfogalmazott sakkszemlélet: óvakodjunk a gyengeségek vállalásától saját állásunkban, ugyanakkor próbáljunk gyengeségeket felidézni az ellenfél állásában. E kettős cél elérése teremti meg az alapot a sikeres támadáshoz. Steinitz hirdette először a fejlődési előny, a centrum fölötti uralom, a nyitott vonalak elfoglalásának fontosságát. A gyors támadás helyett a körültekintő átcsoportosításokat, lavírozásokat ajánlotta, amellyel a magunk javára billenthetjük az állás egyensúlyát. Ezzel Steinitz megteremtette a modern sakkstratégiának máig érvényes törvényszerűségeit.
Jellegzetes karakter volt: alig 150 centiméter, sánta, idősebb korában pedig még az artritisz is kínozta, éles nyelve volt és mindenkivel összeveszett. A londoni sakk-körökkel egy idő után annyira megromlott a kapcsolata, hogy 1883-ban még a kontinenst is elhagyta és New Yorkba költözött.
Az 1886-os Johannes Zukertort elleni mérkőzését, amelyen 10–5-re győzött, hivatalosan is világbajnokságnak nyilvánították, így ő lett a sakk történetének első hivatalos világbajnoka. Címét nyolc évig őrizte, mely időszak alatt háromszor kísérelték meg elhódítani tőle, két ízben Mihail Csigorinnal szemben (1889-ben és 1892-ben, mindkétszer Havannában), illetve közben 1891-ben New Yorkban a magyar születésű Gunsberg Izidor ellen is megvédte címét, amelyet 1894-ben az Emanuel Lasker elleni mérkőzésen vesztette el. Versenyeredményei 1896-tól kezdtek el romlani. Az 1897-ben rendezett visszavágón sem sikerült nyernie. Ezt követően játékereje gyorsan hanyatlásnak indult, majd nem sokkal később egy ideggyógyintézetben meghalt. Egyes szerzők szerint az utolsó éveiben elszenvedett idegösszeomlásait az okozta, hogy szifilisze volt.

## Játékereje
A chessmetrics.com historikus pontszámítása szerint már 1862-ben a világranglista 6. helyén állt, és élete végéig az első tíz között volt található. Eközben 1866. szeptember és 1890. május között 173 hónapban állt a ranglista élén. Legmagasabb értékszáma 2826 volt, amelyet 1876. áprilisban ért el. Legjobb teljesítményértékét, 2829-et 1876-ban a Blackburne elleni párosmérkőzésen elért 7–0-s győzelmével érte el.

## Világbajnoki mérkőzései

### Steinitz–Zukertort (1886)
| Játékos            | Ország                                               | 1 | 2 | 3 | 4 | 5 | 6 | 7 | 8 | 9 | 10 | 11 | 12 | 13 | 14 | 15 | 16 | 17 | 18 | 19 | 20 | Győzelmek |
| ------------------ | ---------------------------------------------------- | - | - | - | - | - | - | - | - | - | -- | -- | -- | -- | -- | -- | -- | -- | -- | -- | -- | --------- |
| Johannes Zukertort | Lengyelország · Egyesült Királyság                   | 0 | 1 | 1 | 1 | 1 | 0 | 0 | = | 0 | =  | 0  | 0  | 1  | =  | =  | 0  | =  | 0  | 0  | 0  | 5         |
| Wilhelm Steinitz   | Osztrák–Magyar Monarchia · Amerikai Egyesült Államok | 1 | 0 | 0 | 0 | 0 | 1 | 1 | = | 1 | =  | 1  | 1  | 0  | =  | =  | 1  | =  | 1  | 1  | 1  | 10        |

A párosmérkőzés 20 játszmája

### Steinitz – Csigorin (1889)
| Játékos          | Ország                    | 1 | 2 | 3 | 4 | 5 | 6 | 7 | 8 | 9 | 10 | 11 | 12 | 13 | 14 | 15 | 16 | 17 | Pont |
| ---------------- | ------------------------- | - | - | - | - | - | - | - | - | - | -- | -- | -- | -- | -- | -- | -- | -- | ---- |
| Wilhelm Steinitz | Amerikai Egyesült Államok | 0 | 1 | 0 | 1 | 1 | 0 | 0 | 1 | 1 | 1  | 0  | 1  | 0  | 1  | 1  | 1  | ½  | 10½  |
| Mihail Csigorin  | Orosz Birodalom           | 1 | 0 | 1 | 0 | 0 | 1 | 1 | 0 | 0 | 0  | 1  | 0  | 1  | 0  | 0  | 0  | ½  | 6½   |

A párosmérkőzés 17 játszmája.

### Steinitz–Gunsberg (1891)
| Játékos          | Ország                                        | 1 | 2 | 3 | 4 | 5 | 6 | 7 | 8 | 9 | 10 | 11 | 12 | 13 | 14 | 15 | 16 | 17 | 18 | 19 | Pont |
| ---------------- | --------------------------------------------- | - | - | - | - | - | - | - | - | - | -- | -- | -- | -- | -- | -- | -- | -- | -- | -- | ---- |
| Wilhelm Steinitz | Amerikai Egyesült Államok                     | ½ | 1 | ½ | 0 | 0 | 1 | 1 | ½ | ½ | 1  | ½  | 0  | 1  | ½  | ½  | 0  | ½  | 1  | ½  | 10½  |
| Gunsberg Izidor  | Osztrák–Magyar Monarchia · Egyesült Királyság | ½ | 0 | ½ | 1 | 1 | 0 | 0 | ½ | ½ | 0  | ½  | 1  | 0  | ½  | ½  | 1  | ½  | 0  | ½  | 6½   |

A párosmérkőzés 19 játszmája.

### Steinitz–Csigorin (1892)

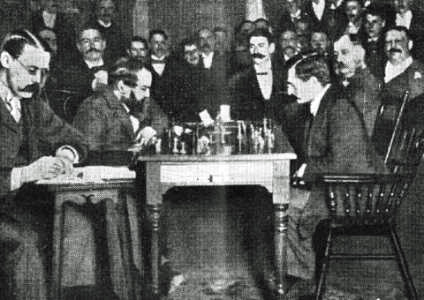
Steinitz Lasker ellen 1894-ben New Yorkban.

| Játékos          | Ország                    | 1 | 2 | 3 | 4 | 5 | 6 | 7 | 8 | 9 | 10 | 11 | 12 | 13 | 14 | 15 | 16 | 17 | 18 | 19 | 20 | 21 | 22 | 23 | Pont | Nyert |
| ---------------- | ------------------------- | - | - | - | - | - | - | - | - | - | -- | -- | -- | -- | -- | -- | -- | -- | -- | -- | -- | -- | -- | -- | ---- | ----- |
| Mihail Csigorin  | Orosz Birodalom           | 1 | ½ | ½ | 0 | ½ | 0 | 1 | 1 | ½ | 1  | 0  | 1  | 0  | 0  | 1  | 0  | 1  | 0  | 1  | 0  | ½  | 0  | 0  | 10½  | 8     |
| William Steinitz | Amerikai Egyesült Államok | 0 | ½ | ½ | 1 | ½ | 1 | 0 | 0 | ½ | 0  | 1  | 0  | 1  | 1  | 0  | 1  | 0  | 1  | 0  | 1  | ½  | 1  | 1  | 12½  | 10    |

A mérkőzés összes játszmája elemzéssel

### Steinitz–Lasker (1894)
| Versenyző        | Ország                    | 1 | 2 | 3 | 4 | 5 | 6 | 7 | 8 | 9 | 10 | 11 | 12 | 13 | 14 | 15 | 16 | 17 | 18 | 19 | Nyert | Pont |
| ---------------- | ------------------------- | - | - | - | - | - | - | - | - | - | -- | -- | -- | -- | -- | -- | -- | -- | -- | -- | ----- | ---- |
| Emanuel Lasker   | Németország               | 1 | 0 | 1 | 0 | ½ | ½ | 1 | 1 | 1 | 1  | 1  | ½  | 0  | 0  | 1  | 1  | 0  | ½  | 1  | 10    | 12   |
| Wilhelm Steinitz | Amerikai Egyesült Államok | 0 | 1 | 0 | 1 | ½ | ½ | 0 | 0 | 0 | 0  | 0  | ½  | 1  | 1  | 0  | 0  | 1  | ½  | 0  | 5     | 7    |

A mérkőzés mind a 19 játszmája a játékosok eredeti, helyszíni elemzéseivel.

### Steinitz–Lasker (1897)
| Versenyző        | Ország                    | 1 | 2 | 3 | 4 | 5 | 6 | 7 | 8 | 9 | 10 | 11 | 12 | 13 | 14 | 15 | 16 | 17 | Nyert | Pont |
| ---------------- | ------------------------- | - | - | - | - | - | - | - | - | - | -- | -- | -- | -- | -- | -- | -- | -- | ----- | ---- |
| Wilhelm Steinitz | Amerikai Egyesült Államok | 0 | 0 | 0 | 0 | = | 0 | = | = | = | 0  | 0  | 1  | 1  | 0  | =  | 0  | 0  | 2     | 4½   |
| Emanuel Lasker   | Német Birodalom           | 1 | 1 | 1 | 1 | = | 1 | = | = | = | 1  | 1  | 0  | 0  | 1  | =  | 1  | 1  | 10    | 12½  |

A mérkőzés 17 játszmája.

## Versenyeredményei
| Év      | Helyszín                  | Helyezés | Eredmény      | Megjegyzés |
| ------- | ------------------------- | -------- | ------------- | --- |
| 1859    | Bécs bajnoksága           | 3        | ?             | Carl Hamppe és Eduard Jenay mögött. |
| 1860    | Bécs bajnoksága           | 2        | ?             | Hamppe nyert. |
| 1861    | Bécs bajnoksága           | 1        | 30/31         | |
| 1862    | London nemzetközi verseny | 6        | 8/13          | Adolf Anderssen, Louis Paulsen, John Owen, George Alcock MacDonnell és Serafino Dubois. Ezen a versenyen a döntetleneket nem vették figyelembe. Steinitz nyerte a legszebb játszma díját az Augustus Mongredien elleni győzelméért. |
| 1862    | London bajnoksága         | 1        | 7/7           | |
| 1865    | Dublin                    | 1–2      | 3½/4          | MacDonnellel holtversenyben. |
| 1866    | London handicap verseny   | 1s       | 8/9           | Steinitz győzelmei: Cecil Valentine De Vere (2-1), MacDonnell (2-0), Mocatta (2-0) – gyalog- és lépéselőny adása mellett; S. Green (2-0) – gyalog és két lépéselőny adása mellett. |
| 1867    | Dundee handicap verseny   | 1 –2     | 3/3           | Holtversenyben J.C. Fraserrel. Steinitz győzelmei: MacDonnell (1-0), Keating (1-0) – Steinitz huszárelőnyadása mellett, és Scott (1-0) – Steinitz huszárelőny adása mellett. |
| 1867    | Dundee                    | 2        | 7/9           | Neumann (7½/9) mögött; a vert mezőnyben MacDonnell, De Vere, Joseph Henry Blackburne, Robertson, J.C. Fraser, G.B. Fraser, Hamel and Spens. |
| 1867    | Paris                     | 3        | (+18 −3 =3)   | A döntetleneket nem vették figyelembe. Steinitz harmadik Kolisch Ignác (+20 −2 =2) és Szymon Winawer (+19 −4 =1) mögött; a vert mezőnyben Gustav Neumann, De Vere, Jules Arnous de Rivière, Hieronim Czarnowski, Celso Golmayo Zúpide, Samuel Rosenthal, Sam Loyd, D'Andre, Martin Severin From, és Eugène Rousseau. |
| 1870    | Baden-Baden               | 2        | 12½/18        | Adolf Anderssen (13/18) mögött; a vert mezőnyben Neumann, Blackburne, Louis Paulsen, De Vere, Szymon Winawer, Rosenthal and Johannes von Minckwitz. |
| 1872    | London                    | 1        | 7½/8          | Mögötte Blackburne (5/8), Johannes Zukertort, MacDonnell and De Vere. |
| 1873    | Bécs                      | 1–2      | 10/11: 20½/25 | Holtversenyben Blackburnenel (10/11: 22½/30) és a rájátszást 2–0-ra nyerte; mögötte Adolf Anderssen (8½/11: 19/30), Rosenthal (7½/11: 17/28), Louis Paulsen, Henry Edward Bird, Heral, Max Fleissig, Philipp Meitner, Adolf Schwarz, Oscar Gelbfuhs és Karl Pitschel. A verseny eredményeit teljesen egyedi módon határozták meg. Minden versenyző mindenkivel 3 játszmából álló minimeccset vívott, ahol a mérkőzés győztese kapott 1 pontot, döntetlen esetén fél pontot kaptak. A kettőspont (:) előtti számok a mérkőzéseken elért pontokat, míg a mögötte álló számok a nyert játszmák és az összes játszott játszmák számát jelzi. |
| 1882    | Bécs                      | 1–2      | 24/34         | Holtversenyben Winawerrel; mögötte Mason (23/34), Zukertort (22½/34), Mackenzie, Blackburne, Berthold Englisch, Paulsen and mások, köztük Csigorin és Bird. |
| 1883    | London                    | 2        | 19/26         | Zukertort (22/26) mögött; a vert mezőnyben Blackburne (16½/24), Csigorin (16/24), Englisch (15½/24), Mackenzie (15½/24), Mason (15½/24), Rosenthal, Winawer, Bird és mások. |
| 1894    | New York bajnokság        | 1        | 8½/10         | Az Emanuel Lasker ellen elvesztett világbajnoki címmérkőzés után. |
| 1895    | Hastings                  | 5        | 13/21         | Harry Nelson Pillsbury (16½/24), Csigorin (16/21), Emanuel Lasker (15½/21), Siegbert Tarrasch (14/21) mögött; a vert mezőnyben Emanuel Schiffers (12/21), Curt von Bardeleben (11½/21), Richard Teichmann (11½/21), Carl Schlechter (11/21), Blackburne (10½/21), Carl August Walbrodt, Amos Burn, David Janowski, Mason, Bird, Gunsberg Izidor, Adolf Albin, Georg Marco, William Pollock, Jacques Mieses, Samuel Tinsley és Beniamino Vergani. |
| 1895-96 | Szentpétervár             | 2        | 9½/18         | Emanuel Lasker (11½/18) mögött; megelőzve Pillsburyt (8/18) és Csigorint (7/18). A világ négy éljátékosa játszott egymással hatfordulós körmérkőzést. |
| 1896    | Nürnberg                  | 6        | 11/18         | Emanuel Lasker 13½/18, Maróczy Géza (12½/18), Pillsbury (12/18), Tarrasch (12/18) és David Janowski (11½/18) mögött; a vert mezőnyben Walbrodt, Schiffers, Csigorin, Blackburne, Charousek Rezső, Marco, Albin, Winawer, Jackson Showalter, Moritz Porges, Emil Schallopp és Teichmann. |
| 1897    | New York                  | 1–2      | 2½/4          | A "Thousand Islands" hármas verseny; holtversenyben Lipschutz Salomonnal, megelőzve William Ewart Napiert. |
| 1898    | Bécs                      | 4        | 23½/36        | Tarrasch (27½/36), Pillsbury (27½/36) és David Janowski (25½/36) mögött; a vert mezőnyben Carl Schlechter, Csigorin, Burn, Paul Lipke, Maróczy Géza, Simon Alapin, Blackburne, Schiffers, Marco, Showalter, Walbrodt, Alexander Halprin, Horatio Caro, David Graham Baird és Herbert William Trenchard. |
| 1898    | Köln                      | 5        | 9½/15         | Burn, Charousek Rezső, Csigorin és Wilhelm Cohn mögött; a vert mezőnyben Carl Schlechter, Showalter, Johann Berger, David Janowski és Schiffers. |
| 1899    | London                    | 10–11    | 11½/27        | Emanuel Lasker (23½/27), David Janowski (19/27), Maróczy Géza (19/27), Pillsbury (19/27), Schlechter (18/27), Blackburne (16½/27), Csigorin (16/27), Showalter (13½/27) és Mason (13/27) mögött. Ez volt az első versenye 1859 óta, amin nem nyert pénzdíjat. |

## Párosmérkőzései
| Év      | Ellenfél                | Eredmény  | Helyszín                           | Eredmény | Eredmény  | Megjegyzés                                                               |
| ------- | ----------------------- | --------- | ---------------------------------- | -------- | --------- | ------------------------------------------------------------------------ |
| 1860    | Eduard Jenay            | Döntetlen | Bécs                               | 2–2      | +2 -2 =0  |                                                                          |
| 1860    | Max Lange               | Nyert     | Bécs                               | 3–0      | +3−0=0    |                                                                          |
| 1862    | Serafino Dubois         | Nyert     | London                             | 5½– 3½   | +5 −3 =1  | [ 34 ]                                                                   |
| 1862    | Adolf Anderssen         | Vesztett  | London                             | 1–2      | +1−2=0    |                                                                          |
| 1862–63 | Joseph Henry Blackburne | Nyert     | London                             | 8–2      | +7−1=2    | Blackburne ekkor még csak két éve kezdett játszani. \|                   |
| 1863    | Frederic Deacon         | Nyert     | London                             | 5½–1½    | +5−1=1    | [ 34 ]                                                                   |
| 1863    | Augustus Mongredien     | Nyert     | London                             | 7–0      | +7−0=0    | [ 34 ]                                                                   |
| 1863–64 | Valentine Green         | Nyert     | London                             | 8–1      | +7−0=2    | [ 34 ]                                                                   |
| 1865    | James Robey             | Nyert     | London                             | 4–1      | +4 -1 =0  |                                                                          |
| 1866    | Adolf Anderssen         | Nyert     | London                             | 8–6      | +8−6=0    | Ezután nevezték Steinitzet a világ legjobb játékosának.                  |
| 1866    | Henry Edward Bird       | Nyert     | London                             | 9½–7½    | +7−5=5    | [ 35 ]                                                                   |
| 1867    | George Brunton Fraser   | Nyert     | Dundee                             | 4–2      | +3−1=2    | [ 35 ]                                                                   |
| 1870    | Joseph Henry Blackburne | Nyert     | London                             | 5½–½     | +5−0=1    |                                                                          |
| 1872    | Johannes Zukertort      | Nyert     | London                             | 9–3      | +7−1=4    | [ 35 ]                                                                   |
| 1873    | Joseph Henry Blackburne | Nyert     | Bécs                               | 2–2      | +2−0=0    |                                                                          |
| 1876    | Joseph Henry Blackburne | Nyert     | London                             | 7–0      | +7−0=0    | [ 35 ]                                                                   |
| 1881    | George Henry Mackenzie  | Nyert     | St. Louis                          | 4–2      | +3 -1 =2  | [ 37 ]                                                                   |
| 1882    | Szymon Winawer          | Döntetlen | Bécs                               | 1–1      | +1 -1 =0  |                                                                          |
| 1882    | Dion Martinez           | Nyert     | Philadelphia                       | 7–0      | +7−0=0    | [ 37 ]                                                                   |
| 1882    | Alexander Sellman       | Nyert     | Baltimore                          | 3½–1½    | +2−0=3    | [ 37 ]                                                                   |
| 1883    | George Henry Mackenzie  | Nyert     | New York                           | 4–2      | +3−1=2    | [ 37 ]                                                                   |
| 1883    | Dion Martinez           | Nyert     | Philadelphia                       | 4½–2½    | +3−1=3    | [ 37 ]                                                                   |
| 1883    | Celso Golmayo Zúpide    | Nyert     | Havanna                            | 9–2      | +9 -2 =0  |                                                                          |
| 1883    | Martinez                | Nyert     | Philadelphia                       | 10–1     | +10 -1 =0 |                                                                          |
| 1885    | Alexander Sellman       | Nyert     | Baltimore                          | 3–0      | +3−0=0    |                                                                          |
| 1886    | Zukertort               | Nyert     | New York, St.Louis és New Orleans  | 12½–7½   | +10−5=5   | 1886-os sakkvilágbajnokság; ez volt az első bajnokság a világelsőségért. |
| 1888    | Alberto Ponce           | Nyert     | Havana                             | 4–1      | +4 -1 =0  |                                                                          |
| 1888    | Andrés Vásquez          | Nyert     | Havanna                            | 5–0      | +5−0=0    |                                                                          |
| 1888    | Golmayo                 | Nyert     | Havanna                            | 5–0      | +5−0=0    |                                                                          |
| 1889    | Vicente Carvajal        | Nyert     | Havanna                            | 4–1      | +4 -1 =0  |                                                                          |
| 1889    | Mihail Csigorin         | Nyert     | Havanna                            | 10½–6½   | +10−6=1   | 1889-es sakkvilágbajnokság                                               |
| 1890–91 | Gunsberg Izidor         | Nyert     | New York                           | 10½–8½   | +6−4=9    | 1891-es sakkvilágbajnokság.                                              |
| 1892    | Mihail Csigorin         | Nyert     | Havanna                            | 12½–10½  | +10−8=5   | 1892-es sakkvilágbajnokság.                                              |
| 1894    | Emanuel Lasker          | Vesztett  | New York, Philadelphia és Montreal | 7–12     | +5−10=4   | 1894-es sakkvilágbajnokság; Steinitz elveszti világbajnoki címét.        |
| 1896    | Emanuel Schiffers       | Nyert     | Rosztov-na-Donu                    | 6½–4½    | +6−4=1    |                                                                          |
| 1896–97 | Emanuel Lasker          | Vesztett  | Moszkva                            | 4½–12½   | +2−10=5   | 1897-es sakkvilágbajnokság.                                              |
| 1897    | Lipschutz Salomon       | Döntetlen | New York                           | 1–1      | +1 -1 =0  |                                                                          |

## Nevezetes játszmái
- Steinitz–Bardeleben 1–0, Hastings, 1895
- Steinitz–Csigorin 1–0, Havanna, 1892
- Zukertort–Steinitz 0–1, 1886
- Steinitz–Paulsen, 1–0, 1870
- Dubois–Steinitz 0–1, 1862
- Steinitz–Rock 1–0, London, 1863
- Steinitz–Mongredien 1–0, London, 1862
- Steinitz–Mongredien 1–0, London, 1863
- Steinitz–Bird 1–0, London, 1866
- Hewitt–Steinitz 0–1, London, 1866